# Odalisken
Odalisken. Gedicht van Louis Couperus voor altstem, alt en vleugel is een compositie van Rudolph Cort van der Linden gebaseerd op een gedicht van Louis Couperus.

## Geschiedenis
Het gedicht Odalisken werd geschreven door Louis Couperus (1863-1923) in juli 1884 en verscheen voor het eerst in druk in De Nederlandsche Spectator in september van dat jaar. In 1886 werd het opgenomen in Couperus' bundel Orchideeën. Een bundel poëzie en proza.

### Uitgave
Rond 1930 zette de componist ir. R.A.D. Cort van der Linden (1886-1965) twee gedichten van Couperus op muziek. Het ene was Afrodite, het andere was Odalisken. Het eerste gedicht verscheen in een gedateerde uitgave in 1930 te Berchem (Antwerpen) en werd in Nederland verspreid door N.V. Boek- en kunstdrukkerij v/h Mouton & Co. te Den Haag. Voor het tweede gedicht fungeerde de genoemde drukker als uitgever. De ongedateerde uitgave verscheen, met toestemming van de uitgever L.J. Veen, met drie partituren (voor de altstem, de alt en de pianist) in een los omslag; er zijn ook exemplaren bekend met slechts een partituur in een omslag. De datering is ontleend aan Brinkman's catalogus van boeken en tijdschriften, de Nederlandse nationale bibliografie.
Het eerste blad van acht bladen tellende partituur geeft enkele aanwijzingen: "Dit stuk is uitsluitend bedoeld als huismuziek en voor het geluid in een kamer. De drie klankkleuren van stem, strijkinstrument en vleugel moeten, ieder met behoud van het eigen karakter, tot elkaar in overeenstemming worden gebracht".

## Tekst
De nardos nevelt op uit gulden vat bij vat,

En wolkt om de odalisken, die, verdroomd, ontwaken,

Gevlijd op elpen sponde, op kussens van scharlaken.

Het blonde zonlicht tintelt in 't porfieren bad.

De sluyers slieren neêr, nu loom zij die onthaken,

En rozenvoeten rimplen reeds het glinstrend glad.

Heur amberkleuren marmren zich in 't koele nat,

Nu blos na blos als over 't bleeke geel komt blaken.

Hoe minnensmoê die maagden aan den boord van 't bekken

De albasten leden in het mollig purper strekken,

Terwijl zij wringend haar omflonkerde armen rekken!

Ze luiken de oogen, want de zon laat alles vonklen:

Een paerlenweelde schijnt de baadsters als te omkronklen,

En 't blauwt in haar saffieren, 't bloedt in heur karbonklen...